# Rastovača
Rastovača är en ort i Bosnien och Hercegovina.   Den ligger i entiteten Federationen Bosnien och Hercegovina, i den västra delen av landet, 230 km nordväst om huvudstaden Sarajevo. Rastovača ligger 281 meter över havet och antalet invånare är 2 644.
Terrängen runt Rastovača är huvudsakligen platt, men åt sydost är den kuperad. Runt Rastovača är det ganska tätbefolkat, med 93 invånare per kvadratkilometer.. Närmaste större samhälle är Bihać, 13,4 km söder om Rastovača. 
Omgivningarna runt Rastovača är en mosaik av jordbruksmark och naturlig växtlighet.